# René Metge
René Metge (ur. 23 października 1941 w Montrouge, zm. 3 stycznia 2024) – francuski kierowca wyścigowy. Trzykrotny zwycięzca Rajdu Dakar.

## Kariera
Metge rozpoczął karierę w międzynarodowych wyścigach samochodowych w 1973 roku od startów we Francuskiej Formule Renault. Z dorobkiem 28 punktów uplasował się tam na czternastej pozycji w klasyfikacji generalnej. W późniejszych latach Francuz pojawiał się także w stawce French Touring Car Championship, FIA World Endurance Championship, World Sports-Prototype Championship, World Touring Car Championship, Porsche 944 Turbo Cup France, 24-godzinnego wyścigu Le Mans, European Touring Car Championship.
Francuz startował także w Rajdach Terenowych, między innymi w Rajdzie Dakar, gdzie trzykrotnie zwyciężał (w 1981, 1984 i 1986 roku).